# ハーモン・アトキンス・マクニール

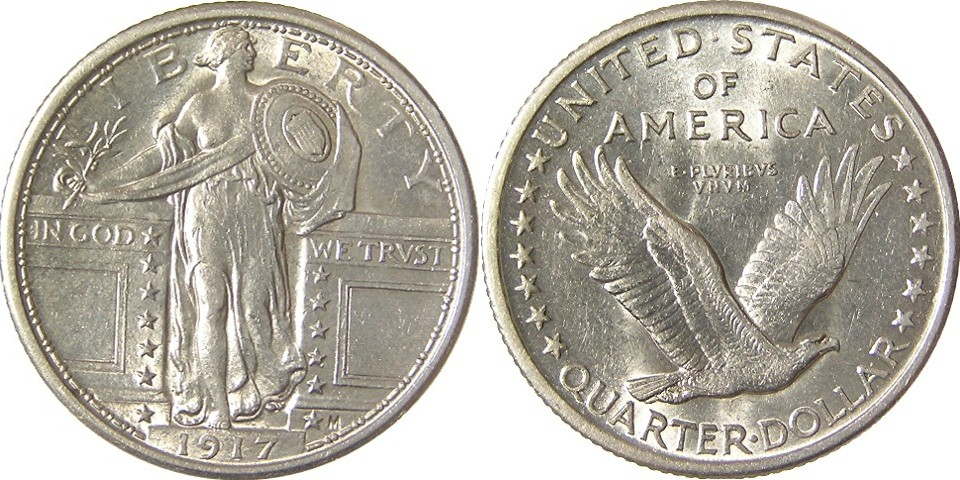
ハーモン・アトキンス・マクニールがデザインしたアメリカの25セント硬貨

ハーモン・アトキンス・マクニール（Hermon Atkins MacNeil、1866年2月27日 - 1947年10月2日）は、アメリカ合衆国の彫刻家である。「Standing Liberty quarter」と呼ばれる20世紀初めの25セント硬貨のデザインをしたことや合衆国最高裁判所の装飾彫刻をしたことなどで知られている。

## 略歴
マサチューセッツ州のエバレットで生まれた。Massachusetts Normal Art School（後のマサチューセッツ芸術大学）を卒業すると1886年から1889年の間、母校で講師を務め、パリに留学し、アンリ・シャピュやアレクサンドル・ファルギエールに学んだ。アメリカ合衆国に帰国するとフランス出身の彫刻家フィリップ・マルティニ（Philip Martiny）の助手として1893年のシカゴ万国博覧会のための仕事をした。彫刻家のウィリアム・ヘンリー・ラインハート（William Henry Rinehart: 1825-1874）を記念してもうけられた奨学金（Rinehart scholarship）を得て1896年から1900年までの4年間をローマに留学した。
1895年に彫刻家のキャロル・ブルックス（Carol Brooks MacNeil: 1871–1944）と結婚した。
1906年にナショナル・アカデミー・オブ・デザインの正会員に選ばれた。ネイティブ・アメリカンを題材にした彫刻などを制作し、1904年のセントルイス万国博覧会の展覧会にも作品を出展し、その他のにも多くのモニュメントを制作した。
最も有名な作品は、1916年から1930年の間、発行された25セント硬貨「Standing Liberty quarter（リバティ立像の25セント硬貨）」のデザインで、日付の右側にマクニールのイニシャルが刻まれている。米国最高裁判所の建物の東のペディメントにある「自由の守護者ジャスティス（Justice, the Guardian of Liberty）」のデザインもした。
オクラホマ州の石油王、E・W・マーランドが、オクラホマ州に寄贈するモニュメント「Pioneer Woman」の制作作者を決めるコンペティションに招待した当時の有名なアメリカの12人の彫刻家の一人にマクニールもなったが、このコンペではブライアント・ベイカーが選ばれた。1928年アムステルダムオリンピックや1932年のロサンゼルスオリンピックの芸術競技にも参加した。
1947年にニューヨークで亡くなった。

## 作品

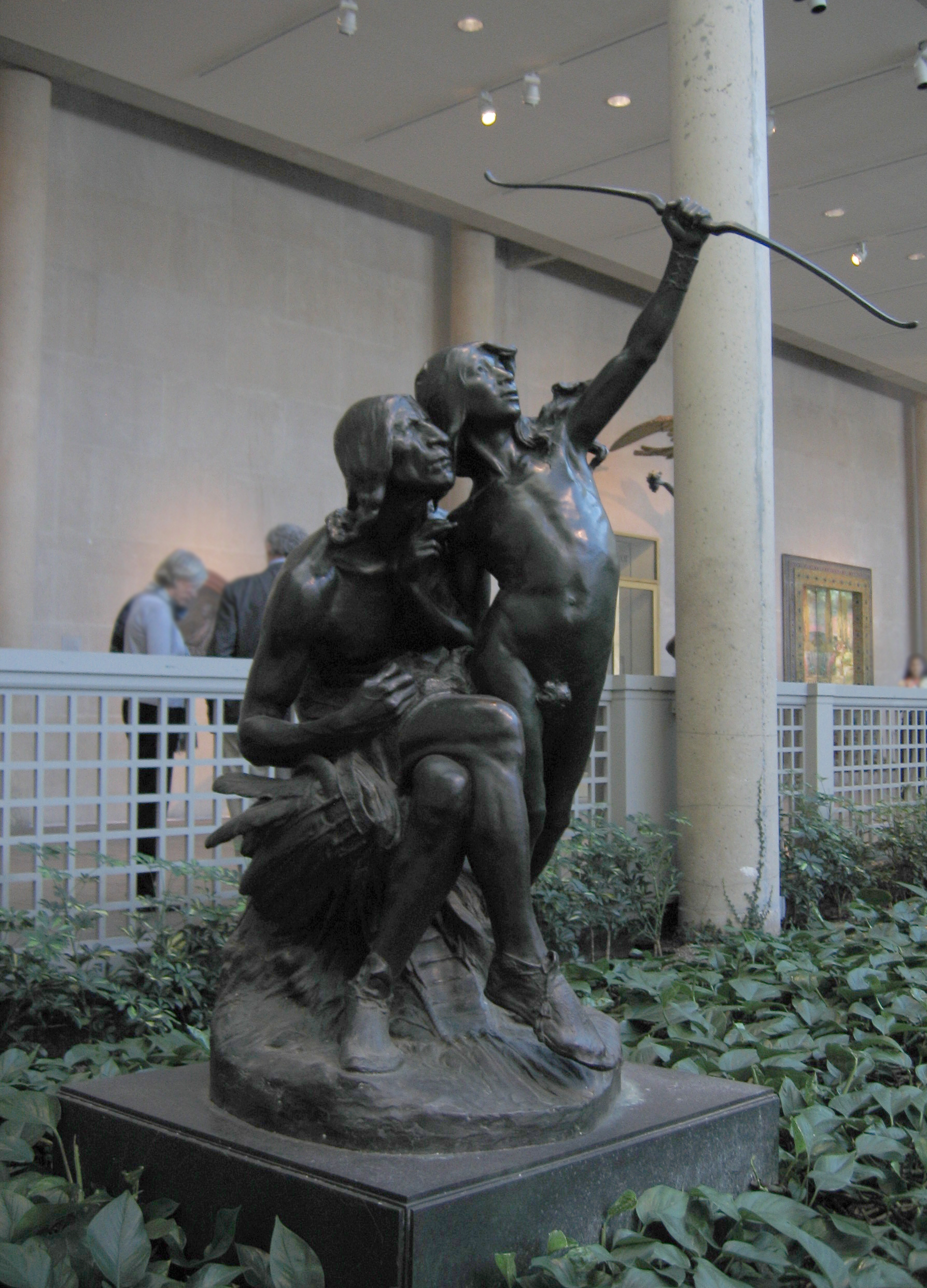
「The Sun Vow」(1899) メトロポリタン美術館
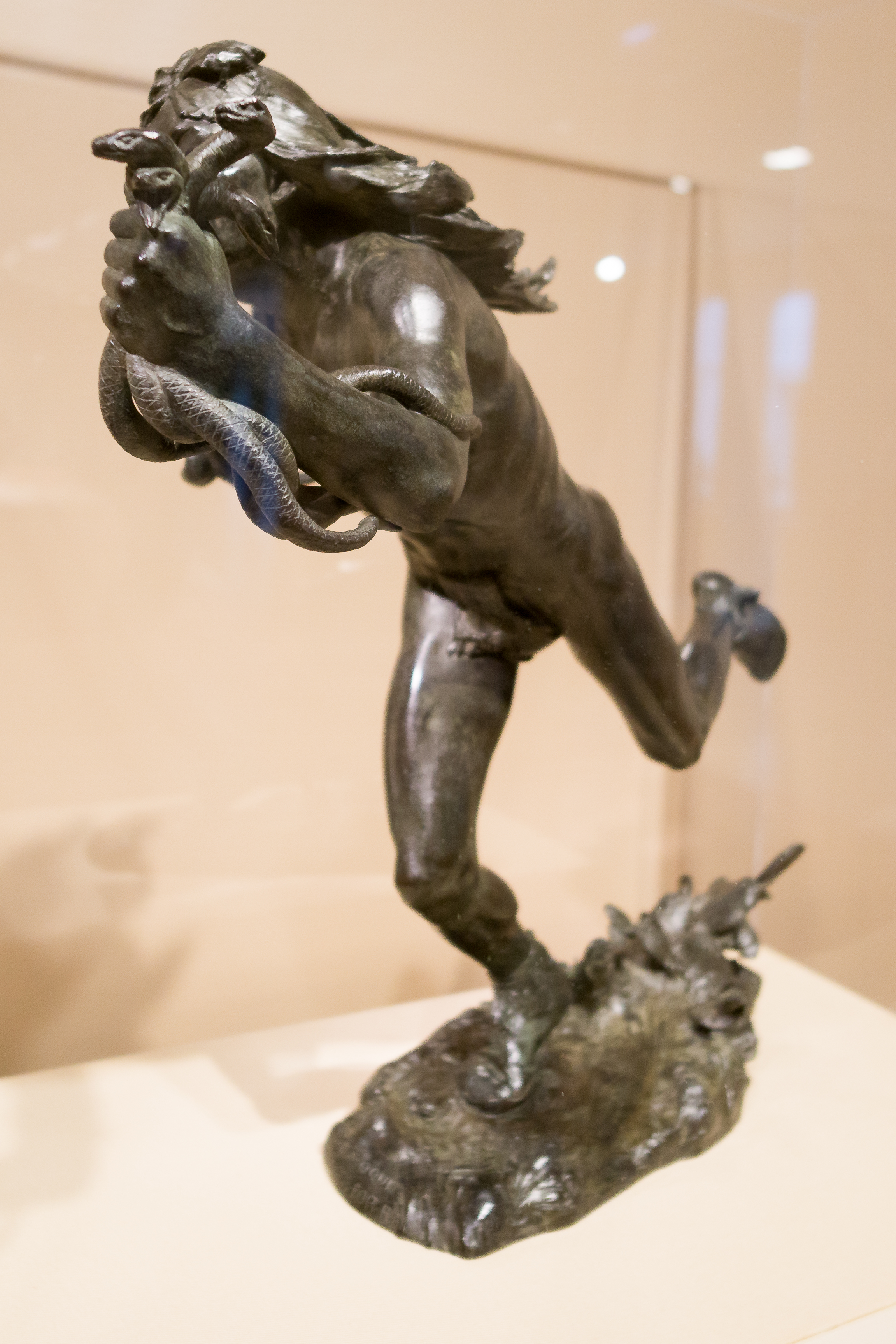
疾走するモキ（Moqui）(1896) シカゴ美術館
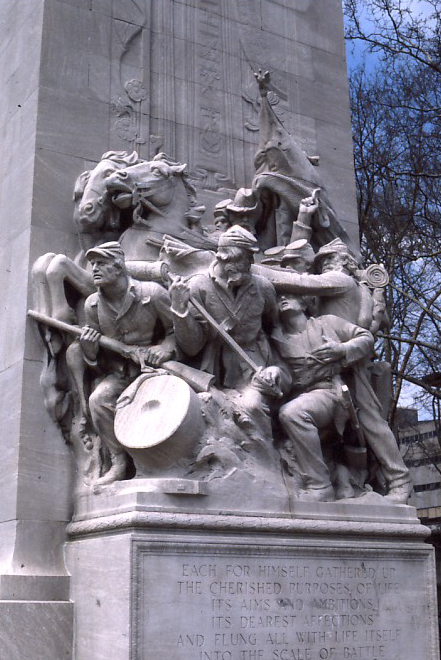
南北戦争の兵士のモニュメント
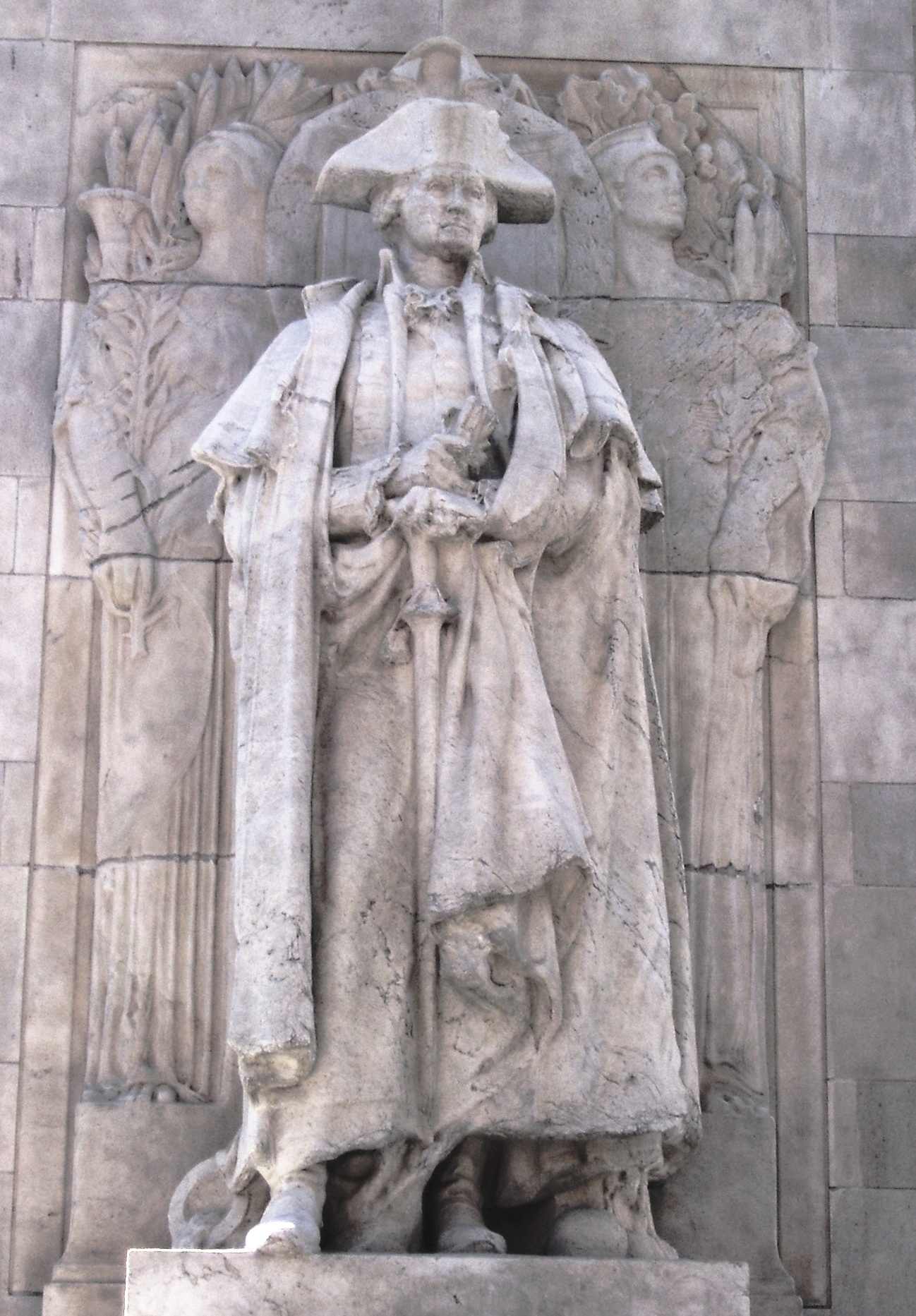
ニューヨークのワシントン・スクェア・アーチのワシントン像(1916)